# Adam Fiut
Adam Fiut (* 17. Juni 1933 in Krakau; † 14. Dezember 1966 in der Nähe von Lubien) war ein polnischer Theater- und Filmschauspieler.
Adam Fiut studierte von 1953 bis 1957 an der Akademie für Theaterkunst in Krakau. Er trat danach im Polnischen Theater in Bielsko-Biała, dem Theater Powszechnego und dem Bagatela-Theater in Krakau auf. Auch wirkte er in kleinen Filmrollen mit.
Er starb bei einem Busunfall, als er und seine Freunde aus Krakaus Varieté zurückkehrten. Beide Fahrer und sechs Personen der Theaterbesetzung starben bei der Kollision, darunter Jan Zieliński. Der Schauspieler ist auf dem Friedhof Rakowicki in Krakau begraben.

## Filmografie
- 1955: Fahrrad (Zaczarowany rower, Kurzfilm)
- 1957: Am Ende der Nacht (Koniec nocy)
- 1957: Spotkania
- 1957: Zagubione uczucia
- 1961: Der andere Mensch (Drugi czlowiek)